# Simon Whitlock
Simon Whitlock (Sydney, 3 maart 1969) is een Australisch darter en speelt bij de PDC. Zijn bijnaam luidt The Wizard.

## Carrière

### PDC 2002-2003
In 2003 kwam hij tot de laatste 16 op het PDC World Darts Championship. Hier versloeg hij als ongeplaatste speler onder andere Peter Manley.

### BDO 2004-2009
In 2005 behaalde hij twee keer halve finales: in het World Professional Darts Championship en in de International Darts League.
In 2007 won Whitlock twee toernooien van de Australische Grand Prix, waardoor hij rechtstreeks gekwalificeerd was voor de World Professional Darts Championship 2008. Bij de Winmau World Masters 2007 ging Whitlock door tot de kwartfinales. Daar verloor hij van Darryl Fitton.
In 2008 nam hij deel aan het World Professional Darts Championship 2008. Op 13 januari 2008 werd hij net geen wereldkampioen darts, nadat Mark Webster hem in de finale klopte met 7-5. Slechts één Australiër deed het hem voor, namelijk Tony David, die in 2002 het toernooi wist te winnen. Voor Whitlock was dit zijn beste optreden ooit tijdens een tv-toernooi.

### PDC 2009 tot heden
In het voorjaar van 2009 besliste Whitlock om over te stappen van de BDO naar de PDC. Zijn eerste grote PDC-toernooi was de Las Vegas Desert Classic. Na gekwalificeerd te zijn verloor hij in de eerste ronde van Terry Jenkins.
In 2010 ging het echter een stuk beter. In de PDC World Darts Championship versloeg hij de nummer 6, nummer 3, nummer 2 op de Order of Merit. In de halve finale won hij van Raymond van Barneveld (6-5). Hij verloor echter in de finale met 7-3 van Phil Taylor. Gedurende het toernooi gooide Whitlock naast hoge finishes ook hoge gemiddeldes.
Door zijn goede prestatie op het PDC WK is hij in de order of merit gestegen van een 99e plaats naar een 17e plaats en kreeg hij een van de twee beschikbare wildcards voor de Premier League 2010. Hij eindigde dat jaar na 14 speelrondes op de 2e plaats achter Phil Taylor.
Het jaar 2010 was voor Whitlock bijzonder goed. Hij won 6 PRO tour-titels en klom tot de 4e plaats in de World Ranking.
Tijdens de World Matchplay 2010 versloeg hij achtereenvolgens Tony Eccles, Steve Brown en Jelle Klaasen om in de halve finale onderuit te gaan tegen, opnieuw, Phil Taylor.
Tijdens de World Grand Prix mocht hij in de eerste ronde aantreden tegen landgenoot Paul Nicholson. Whitlock won met 2-0 en besliste de wedstrijd met een 170. In de tweede ronde verloor hij verrassend van Andy Hamilton, die vervolgens verloor van uiteindelijke winnaar James Wade.
In 2012 won hij de European Darts Championship door in de finale Wes Newton met 11-5 te verslaan. Hij was de eerste speler die het toernooi won na Phil Taylor. Het jaar erop haalde hij ook de finale. Hier verloor hij van Adrian Lewis.
In 2017 haalde Whitlock de finale van de World Grand Prix. In de finale verloor hij nipt van Daryl Gurney.
In 2018 haalde Whitlock voor de derde keer de finale van de European Darts Championship. Dit keer verloor hij van James Wade.
Op 19 juni 2022 won hij samen met Damon Heta de World Cup of Darts. Het was een eerste titel voor Australië.
Op 12 februari 2023 versloeg Whitlock Dave Chisnall, Mario Vandenbogaerde, Rowby-John Rodriguez, Raymond van Barneveld, Richard Veenstra en Luke Humphries voor een plek in de finale van Players Championship 02, waarin hij door Danny Noppert met een uitslag van 3-8 werd afgetroefd.
Later dat jaar speelde Whitlock op de World Series of Darts Finals. Hij verloor in de eerste ronde van Keegan Brown.
Whitlock kwalificeerde zich niet voor het PDC World Darts Championship 2025 en zakte mede daardoor in december 2024 buiten de top 64 van de PDC Order of Merit, waardoor hij zijn tourkaart verloor. Met Damon Heta nam hij toch mee aan de World Cup of Darts 2025. In de groepsfase wonnen ze van de koppels uit Spanje en Oostenrijk.
In de knock-outfase won Australië nog van Argentinië, maar in de kwartfinale was Duitsland nipt te sterk.

## Gespeelde Majorfinales
- 2008: Lakeside World Championship: Mark Webster - Simon Whitlock 7 - 5 ('best of 13 sets') (BDO)
- 2010: PDC World Darts Championship: Phil Taylor - Simon Whitlock 7 - 3 ('best of 13 sets') (PDC)
- 2012: Premier League Darts: Phil Taylor - Simon Whitlock 10 - 7 ('Best of 19 legs') (PDC)
- 2012: European Darts Championship: Simon Whitlock - Wes Newton 11 - 5 (Best of 21 legs') (PDC)
- 2013: European Darts Championship: Adrian Lewis - Simon Whitlock 11 - 6 (Best of 21 legs') (PDC)
- 2017: World Grand Prix: Daryl Gurney - Simon Whitlock 5 - 4 (Best of 9 sets') (PDC)
- 2018: European Darts Championship: James Wade - Simon Whitlock 11 - 8  (Best of 21 legs') (PDC)

## Resultaten op wereldkampioenschappen

### BDO
- 2005: Halve finale (verloren van Martin Adams met 0-5)
- 2006: Laatste 16 (verloren van Paul Hanvidge met 2-4)
- 2007: Laatste 16 (verloren van Niels de Ruiter met 3-4)
- 2008: Runner-up (verloren van Mark Webster met 5-7)
- 2009: Laatste 16 (verloren van Darryl Fitton met 2-4)

### WDF

#### World Cup
- 2005: Laatste 128 (verloren van Daisuke Takeyama met 1-4)

### PDC
- 2003: Laatste 16 (verloren van Richie Burnett met 3-5)
- 2010: Runner-up (verloren van Phil Taylor met 3-7)
- 2011: Laatste 16 (verloren van Vincent van der Voort met 2-4)
- 2012: Halve finale (verloren van Andy Hamilton met 5-6)
- 2013: Kwartfinale (verloren van Raymond van Barneveld met 1-5)
- 2014: Halve finale (verloren van  Peter Wright met 2-6)
- 2015: Laatste 64 (verloren van Darren Webster met 1-3)
- 2016: Laatste 64 (verloren van Ricky Evans met 2-3)
- 2017: Laatste 32 (verloren van Darren Webster met 0-4)
- 2018: Laatste 32 (verloren van Darren Webster met 1-4)
- 2019: Laatste 64 (verloren van Ryan Joyce met 0-3)
- 2020: Laatste 16 (verloren van Gerwyn Price met 2-4)
- 2021: Laatste 32 (verloren van Krzysztof Ratajski met 0-4)
- 2022: Laatste 64 (verloren van Martijn Kleermaker met 1-3)
- 2023: Laatste 64 (verloren van José de Sousa met 2-3)
- 2024: Laatste 64 (verloren van Gary Anderson met 0-3)

### WSD (Senioren)
- 2025: Laatste 28 (verloren van Paul Hogan met 1-3)

## Resultaten op de World Matchplay
- 2010: Halve finale (verloren van Phil Taylor met 4-17)
- 2011: Kwartfinale (verloren van Andy Hamilton met 15-17)
- 2012: Laatste 32 (verloren van Michael van Gerwen met 6-10)
- 2013: Kwartfinale (verloren van James Wade met 16-18)
- 2014: Halve finale (verloren van Michael van Gerwen met 13-17)
- 2015: Laatste 16 (verloren van Ian White met 9-13)
- 2016: Laatste 32 (verloren van Michael Smith met 6-10)
- 2017: Laatste 16 (verloren van Michael van Gerwen met 3-11)
- 2018: Kwartfinale (verloren van Peter Wright met 5-16)
- 2019: Laatste 16 (verloren van Peter Wright met 2-11)
- 2020: Kwartfinale (verloren van Gary Anderson met 12-16)